# Os Heróis da Resistência
Os Heróis da Resistência é um samba enredo da escola de samba Acadêmicos de Santa Cruz composto em 1989 por Zé Carlos, Carlos Henri, Carlinhos de Pilares, Doda, Mocinho e Luis Sérgio. Foi o hino da escola de samba no carnaval carioca de 1990 cantado pelo intérprete Carlinhos de Pilares.